# Adamantios Koraís
Adamantios Koraís (Ἀδαμάντιος Κοραῆς: 27 de abril de 1748, Esmirna, Anatolia-6 de abril de 1833, París) fue un académico humanista griego.
Estudió medicina en Francia y fue en París donde se empeñó a realizar una carrera literaria. Se dedicó a concientizar sobre las aspiraciones nacionales de sus compatriotas y a incrementar la comprensión del legado cultural heleno. Su apoyo al clasicismo tuvo una gran influencia sobre el idioma griego y su cultura.
Entre sus antologías se encuentran los diecisiete volúmenes de la Biblioteca de Literatura Griega, escrita de 1805 a 1826 y la obra Parerga de nueve tomos que hizo entre 1809 y 1827. Mediante su lexicón Atakta que redactó de 1828 a 1835 y que representa el primer diccionario de griego moderno, Korais creó un nuevo lenguaje literario en su idioma al combinar elementos del griego vernáculo (dimotikí) con el griego antiguo.